# 佐伯市消防本部
佐伯市消防本部（さいきししょうぼうほんぶ）は、大分県佐伯市の消防部局（消防本部）である。管轄区域は佐伯市全域。

## 主力機械
- ポンプ車：3
- タンク車：4
- 梯子車：1
- 化学車：1
- 救助工作車：1
- 水槽車：1
- 高規格救急自動車：6

2017年4月1日現在

## 沿革
- 1970年（昭和45年）7月29日 - 佐伯地域広域市町村圏事務組合の設立が認可される。
- 1972年（昭和47年）4月5日 - 政令指定（消防、自治省告示第106号）を受ける。
- 1973年（昭和48年）
  - 3月15日 - 消防本部（消防署）、西部分署、蒲江分署、宇目派出所、鶴見派出所庁の庁舎が完成。
  - 5月4日 - 消防本部（消防署）庁舎の落成式を挙行。
  - 6月20日 - 政令指定（救急、自治省告示第119号）を受ける。
- 1974年（昭和49年）3月29日 - 上浦派出所の庁舎が完成。
- 1986年（昭和61年）6月1日 - 宇目派出所を分署に昇格。鶴見派出所を分署に昇格し東部分署に名称変更。
- 2005年（平成17年）
  - 3月2日 - 市町村合併に伴い広域消防解散。
  - 3月3日 - 新佐伯市の発足に伴い、佐伯広域消防本部・署から佐伯市消防本部・署に改称。
- 2010年（平成22年）
  - 10月1日 - 佐伯市消防本部（佐伯市消防署）の新庁舎が竣工。
  - 10月1日 - 西部分署を廃止。
- 2015年（平成27年）1月23日 - 蒲江分署の新庁舎が竣工[1]。
- 2024年（令和6年）7月23日 - 通信指令業務を大分市消防局内の「おおいた消防指令センター」に移管[2][3]。

## 組織
- 本部 - 消防総務課、予防課、通信指令課[1]
- 消防署

## 消防署
| 消防署       | 住所                  | 分署                                                                                  | 派出所 |
| ------------ | --------------------- | ------------------------------------------------------------------------------------- | ------ |
| 佐伯市消防署 | 鶴岡西町一丁目223番地 | 蒲江：蒲江大字蒲江浦385番地1 東部：鶴見大字沖松浦534番地2 宇目：宇目大字千束2892番地1 |        |
| 佐伯市消防署 | 鶴岡西町一丁目223番地 | 上浦：上浦大字浅海井浦78番地6                                                         |        |